# Fussball Club Erzgebirge Aue 2009-2010
Questa voce raccoglie le informazioni riguardanti il Fussball Club Erzgebirge Aue nelle competizioni ufficiali della stagione 2009-2010.

## Stagione
Nella stagione 2009-2010 l'Erzgebirge Aue, allenato da Rico Schmitt, concluse il campionato di 3. Liga al 2º posto.

## Rosa
| N. |                     | Ruolo | Calciatore        |
| -- | ------------------- | ----- | ----------------- |
| 1  | Germania (bandiera) | P     | Martin Männel     |
| 2  | Germania (bandiera) | D     | Pierre le Beau    |
| 3  | Polonia (bandiera)  | D     | Tomasz Kos        |
| 4  | Germania (bandiera) | D     | Thomas Paulus     |
| 6  | Germania (bandiera) | C     | Daniyel Cimen     |
| 7  | Germania (bandiera) | D     | Thomas Birk       |
| 8  | Germania (bandiera) | A     | Sebastian Glasner |
| 9  | Tunisia (bandiera)  | A     | Najeh Braham      |
| 11 | Germania (bandiera) | C     | Manuel Hiemer     |
| 13 | Germania (bandiera) | C     | Sven Müller       |
| 14 | Albania (bandiera)  | C     | Skerdilaid Curri  |
| 15 | Germania (bandiera) | D     | René Klingbeil    |
| 16 | Germania (bandiera) | C     | Nico Klotz        |

| N. |                     | Ruolo | Calciatore      |
| -- | ------------------- | ----- | --------------- |
| 17 | Germania (bandiera) | C     | Jan Hochscheidt |
| 18 | Germania (bandiera) | D     | Sven Schaffrath |
| 19 | Germania (bandiera) | A     | Patrick Sonntag |
| 20 | Ghana (bandiera)    | A     | Eric Agyemang   |
| 22 | Germania (bandiera) | C     | Marc Hensel     |
| 23 | Germania (bandiera) | C     | Marco Stark     |
| 24 | Germania (bandiera) | P     | Michael Arnold  |
| 25 | Germania (bandiera) | C     | Jörn Wemmer     |
| 26 | Germania (bandiera) | P     | Stephan Flauder |
| 27 | Ghana (bandiera)    | C     | Bashiru Gambo   |
| 28 | Kosovo (bandiera)   | A     | Alban Ramaj     |
| 30 | Bulgaria (bandiera) | P     | Russi Petkov    |

## Organigramma societario
Area tecnica
- Allenatore: Rico Schmitt
- Allenatore in seconda: Marco Kämpfe
- Preparatore dei portieri: Jörg Weißflog
- Preparatori atletici:

## Calciomercato

### Sessione estiva
| Acquisti | Acquisti         | Acquisti           | Acquisti |
| R.       | Nome             | da                 | Modalità |
| -------- | ---------------- | ------------------ | -------- |
| D        | Thomas Birk      | Energie Cottbus II |          |
| A        | Najeh Braham     | Magdeburgo         |          |
| C        | Bashiru Gambo    | Kickers Stoccarda  |          |
| C        | Manuel Hiemer    | Jahn Ratisbona     |          |
| C        | Nico Klotz       | Stoccarda II       |          |
| A        | Alban Ramaj      | Kickers Emden      |          |
| C        | Jörn Wemmer      | Oberneuland        |          |
| A        | Fatih Yiğituşağı | Hannover 96        |          |

| Cessioni | Cessioni            | Cessioni             | Cessioni |
| R.       | Nome                | a                    | Modalità |
| -------- | ------------------- | -------------------- | -------- |
| C        | Benjamin Baltes     | Erzgebirge Aue II    |          |
| A        | Roy Blankenburg     | Germania Halberstadt |          |
| A        | Aziz Bouhaddouz     | FSV Francoforte      |          |
| C        | Felix Dojahn        | Babelsberg           |          |
| A        | Mohammed el Berkani | Visé                 |          |
| D        | Arne Feick          | Arminia Bielefeld    |          |
| D        | Ronny Liebold       | Erzgebirge Aue II    |          |
| D        | Andreas Lobsch      | Erzgebirge Aue II    |          |

### Sessione invernale
| Acquisti | Acquisti | Acquisti | Acquisti |
| R.       | Nome     | da       | Modalità |
| -------- | -------- | -------- | -------- |

| Cessioni | Cessioni | Cessioni | Cessioni |
| R.       | Nome     | a        | Modalità |
| -------- | -------- | -------- | -------- |

## Risultati

### 3. Liga

#### Girone di andata
| Offenbach am Main 25 luglio 2009, ore 14:00 CEST 1ª giornata | Kickers Offenbach | 0 – 0 referto | Erzgebirge Aue | Stadion am Bieberer Berg (7 786 spett.)\| Arbitro: \| Aytekin \| |
| Arbitro:                                                     | Aytekin           |               |                |                                                                  |

| Arbitro: | Fischer |

|            |           |  |
| Braham 44’ | Marcatori |  |

| Arbitro: | Blos |

|                             |           |                      |
| Týce 58’ Schweinsteiger 66’ | Marcatori | 76’ Braham 90’ Ramaj |

| Aue-Bad Schlema 15 agosto 2009, ore 14:00 CEST 4ª giornata | Erzgebirge Aue | 0 – 0 referto | Carl Zeiss Jena | Erzgebirgsstadion (11 400 spett.)\| Arbitro: \| Fleischer \| |
| Arbitro:                                                   | Fleischer      |               |                 |                                                              |

| Arbitro: | Rafati |

|                           |           |  |
| Savran 24’, 70’ Kegel 64’ | Marcatori |  |

| Arbitro: | Gorniak |

|  |           |           |
|  | Marcatori | 30’ Spann |

| Arbitro: | Kampka |

|  |           |                 |
|  | Marcatori | 56’, 78’ Braham |

| Arbitro: | Hartmann |

|                   |           |  |
| Braham 54’ (rig.) | Marcatori |  |

| Arbitro: | Aarnink |

|                           |           |  |
| Ziegenbein 20’ Hübner 43’ | Marcatori |  |

| Arbitro: | Zwayer |

|                              |           |            |
| Ramaj 38’, 42’ Klingbeil 56’ | Marcatori | 28’ Ristić |

| Arbitro: | Kunzmann |

|                      |           |                          |
| Ekici 35’ Yılmaz 76’ | Marcatori | 8’ Braham 42’, 72’ Klotz |

| Arbitro: | Steinberg |

|                                     |           |             |
| Agyemang 31’ Glasner 57’ Paulus 61’ | Marcatori | 84’ Beigang |

| Arbitro: | Beitinger |

|                          |           |  |
| Ramaj 9’ Hochscheidt 83’ | Marcatori |  |

| Arbitro: | Achmüller |

|                                               |           |             |
| Heidrich 63’ (rig.) Schmidt 84’ Lindemann 85’ | Marcatori | 60’ Glasner |

| Arbitro: | Cortus |

|                            |           |                     |
| Curri 8’ Braham 19’ (rig.) | Marcatori | 9’ Koch 65’ Piossek |

| Arbitro: | Seidel |

|                    |           |             |
| Holt 28’ Wulff 61’ | Marcatori | 89’ Glasner |

| Arbitro: | Metzen |

|                                  |           |  |
| Braham 20’ Glasner 28’ Ramaj 90’ | Marcatori |  |

| Arbitro: | Wagner |

|                             |           |  |
| Boland 16’ Onuegbu 22’, 31’ | Marcatori |  |

| Arbitro: | Seiwert |

|                            |           |                  |
| Glasner 2’ Hochscheidt 16’ | Marcatori | 76’ (rig.) Oehrl |

#### Girone di ritorno
| Arbitro: | Petersen |

|                                       |           |                              |
| Klotz 48’ Braham 65’, 76’ Glasner 86’ | Marcatori | 3’ (aut.) Glasner 24’ Zinnow |

| Arbitro: | Ittrich |

|                                                    |           |              |
| Buchner 6’ Hartmann 59’, 72’ Leitl 76’, 90’ (rig.) | Marcatori | 82’ Agyemang |

| Arbitro: | Kampka |

|                        |           |  |
| Braham 50’ Glasner 83’ | Marcatori |  |

| Arbitro: | Valentin |

|            |           |  |
| Hähnge 88’ | Marcatori |  |

| Arbitro: | Sönder |

|                              |           |  |
| Agyemang 38’ Hochscheidt 41’ | Marcatori |  |

| Heidenheim an der Brenz 20 febbraio 2010, ore 14:00 CET 25ª giornata | Heidenheim | 0 – 0 referto | Erzgebirge Aue | GAGFAH-Arena (5 080 spett.)\| Arbitro: \| Glasmacher \| |
| Arbitro:                                                             | Glasmacher |               |                |                                                         |

| Arbitro: | Schriever |

|              |           |  |
| Agyemang 85’ | Marcatori |  |

| Arbitro: | Nowak |

|                |           |                         |
| Schipplock 46’ | Marcatori | 24’ Agyemang 63’ Müller |

| Arbitro: | Valentin |

|                               |           |                          |
| Klotz 57’ Agyemang 79’ (rig.) | Marcatori | 43’ Stroh-Engel 70’ Barg |

| Sandhausen 20 marzo 2010, ore 14:00 CET 29ª giornata | Sandhausen | 0 – 0 referto | Erzgebirge Aue | Hardtwaldstadion (1 810 spett.)\| Arbitro: \| Thomsen \| |
| Arbitro:                                             | Thomsen    |               |                |                                                          |

| Arbitro: | Kunzmann |

|                       |           |  |
| Glasner 38’ Ramaj 64’ | Marcatori |  |

| Arbitro: | Petersen |

|                         |           |                  |
| Reichwein 27’ Erfen 77’ | Marcatori | 90’ (rig.) Curri |

| Erfurt 3 aprile 2010, ore 14:00 CEST 32ª giornata | Rot-Weiß Erfurt | 0 – 0 referto | Erzgebirge Aue | Steigerwaldstadion (6 688 spett.)\| Arbitro: \| Winkmann \| |
| Arbitro:                                          | Winkmann        |               |                |                                                             |

| Arbitro: | Seiwert |

|                        |           |  |
| Agyemang 23’, 62’, 89’ | Marcatori |  |

| Arbitro: | Beitinger |

|             |           |                                       |
| Ginczek 30’ | Marcatori | 6’ Agyemang 20’ Hochscheidt 58’ Curri |

| Arbitro: | Kampka |

|                                             |           |            |
| Agyemang 48’ Glasner 53’ Schyrba 75’ (aut.) | Marcatori | 61’ Sykora |

| Arbitro: | Gorniak |

|  |           |                                   |
|  | Marcatori | 16’ Klingbeil 36’ (rig.) Agyemang |

| Arbitro: | Gräfe |

|                     |           |            |
| Hensel 54’ Beau 85’ | Marcatori | 65’ Boland |

| Arbitro: | Achmüller |

|                        |           |             |
| Feldhahn 34’ Kempe 77’ | Marcatori | 67’ Glasner |

## Statistiche

### Statistiche di squadra
| Competizione | Punti | In casa | In casa | In casa | In casa | In casa | In casa | In trasferta | In trasferta | In trasferta | In trasferta | In trasferta | In trasferta | Totale | Totale | Totale | Totale | Totale | Totale | DR  |
| Competizione | Punti | G       | V       | N       | P       | Gf      | Gs      | G            | V            | N            | P            | Gf           | Gs           | G      | V      | N      | P      | Gf     | Gs     | DR  |
| ------------ | ----- | ------- | ------- | ------- | ------- | ------- | ------- | ------------ | ------------ | ------------ | ------------ | ------------ | ------------ | ------ | ------ | ------ | ------ | ------ | ------ | --- |
| 3. Liga      | 68    | 19      | 15      | 3       | 1       | 38      | 12      | 19           | 5            | 5            | 9            | 19           | 29           | 38     | 20     | 8      | 10     | 57     | 41     | +16 |
| Totale       | 68    | 19      | 15      | 3       | 1       | 38      | 12      | 19           | 5            | 5            | 9            | 19           | 29           | 38     | 20     | 8      | 10     | 57     | 41     | +16 |

### Andamento in campionato
| Giornata  | 1  | 2 | 3 | 4  | 5  | 6  | 7  | 8  | 9  | 10 | 11 | 12 | 13 | 14 | 15 | 16 | 17 | 18 | 19 | 20 | 21 | 22 | 23 | 24 | 25 | 26 | 27 | 28 | 29 | 30 | 31 | 32 | 33 | 34 | 35 | 36 | 37 | 38 |
| --------- | -- | - | - | -- | -- | -- | -- | -- | -- | -- | -- | -- | -- | -- | -- | -- | -- | -- | -- | -- | -- | -- | -- | -- | -- | -- | -- | -- | -- | -- | -- | -- | -- | -- | -- | -- | -- | -- |
| Luogo     | T  | C | T | C  | T  | C  | T  | C  | T  | C  | T  | C  | C  | T  | C  | T  | C  | T  | C  | C  | T  | C  | T  | C  | T  | C  | T  | C  | T  | C  | T  | T  | C  | T  | C  | T  | C  | T  |
| Risultato | N  | V | N | N  | P  | P  | V  | V  | P  | V  | V  | V  | V  | P  | N  | P  | V  | P  | V  | V  | P  | V  | P  | V  | N  | V  | V  | N  | N  | V  | P  | N  | V  | V  | V  | V  | V  | P  |
| Posizione | 11 | 6 | 9 | 10 | 13 | 16 | 12 | 10 | 13 | 11 | 7  | 4  | 2  | 4  | 5  | 6  | 4  | 8  | 4  | 2  | 4  | 2  | 4  | 3  | 3  | 2  | 2  | 2  | 2  | 2  | 3  | 3  | 2  | 2  | 1  | 1  | 1  | 2  |

Legenda:

Luogo: C = Casa; T = Trasferta. Risultato: V = Vittoria; N = Pareggio; P = Sconfitta.

### Statistiche dei giocatori
| E. Agyemang    | 23 | 12 | 1 | 1 |
| M. Arnold      | 0  | 0  | 0 | 0 |
| P. Beau        | 34 | 1  | 6 | 0 |
| T. Birk        | 13 | 0  | 2 | 0 |
| N. Braham      | 25 | 11 | 8 | 0 |
| D. Cimen       | 8  | 0  | 1 | 0 |
| S. Curri       | 33 | 3  | 4 | 0 |
| S. Flauder     | 1  | 0  | 0 | 0 |
| B. Gambo       | 12 | 0  | 0 | 0 |
| S. Glasner     | 31 | 10 | 4 | 0 |
| M. Hensel      | 33 | 1  | 9 | 1 |
| M. Hiemer      | 22 | 0  | 0 | 1 |
| J. Hochscheidt | 33 | 4  | 5 | 0 |
| R. Klingbeil   | 37 | 2  | 6 | 0 |
| N. Klotz       | 26 | 4  | 2 | 0 |
| T. Kos         | 34 | 0  | 6 | 0 |
| M. Männel      | 37 | 0  | 1 | 0 |
| S. Müller      | 25 | 1  | 3 | 1 |
| T. Paulus      | 30 | 1  | 5 | 1 |
| R. Petkov      | 0  | 0  | 0 | 0 |
| A. Ramaj       | 30 | 6  | 5 | 2 |
| S. Schaffrath  | 14 | 0  | 3 | 0 |
| P. Sonntag     | 4  | 0  | 0 | 0 |
| M. Stark       | 20 | 0  | 6 | 0 |
| J. Wemmer      | 5  | 0  | 0 | 0 |